# Batman: The Killing Joke
Pour les articles homonymes, voir Killing Joke (homonymie).
Batman: The Killing Joke (traduit par Souriez ! chez Comics USA et Rire et mourir chez Delcourt mais avec le titre original chez Panini) est un comics dont le personnage principal est Batman. Il a été écrit par Alan Moore et dessiné par Brian Bolland. Ce one shot a été publié par DC Comics en mars 1988 et traduit en France l’année suivante. En mars 2014, l'éditeur Urban Comics publie une nouvelle version de Killing Joke.

## Histoire

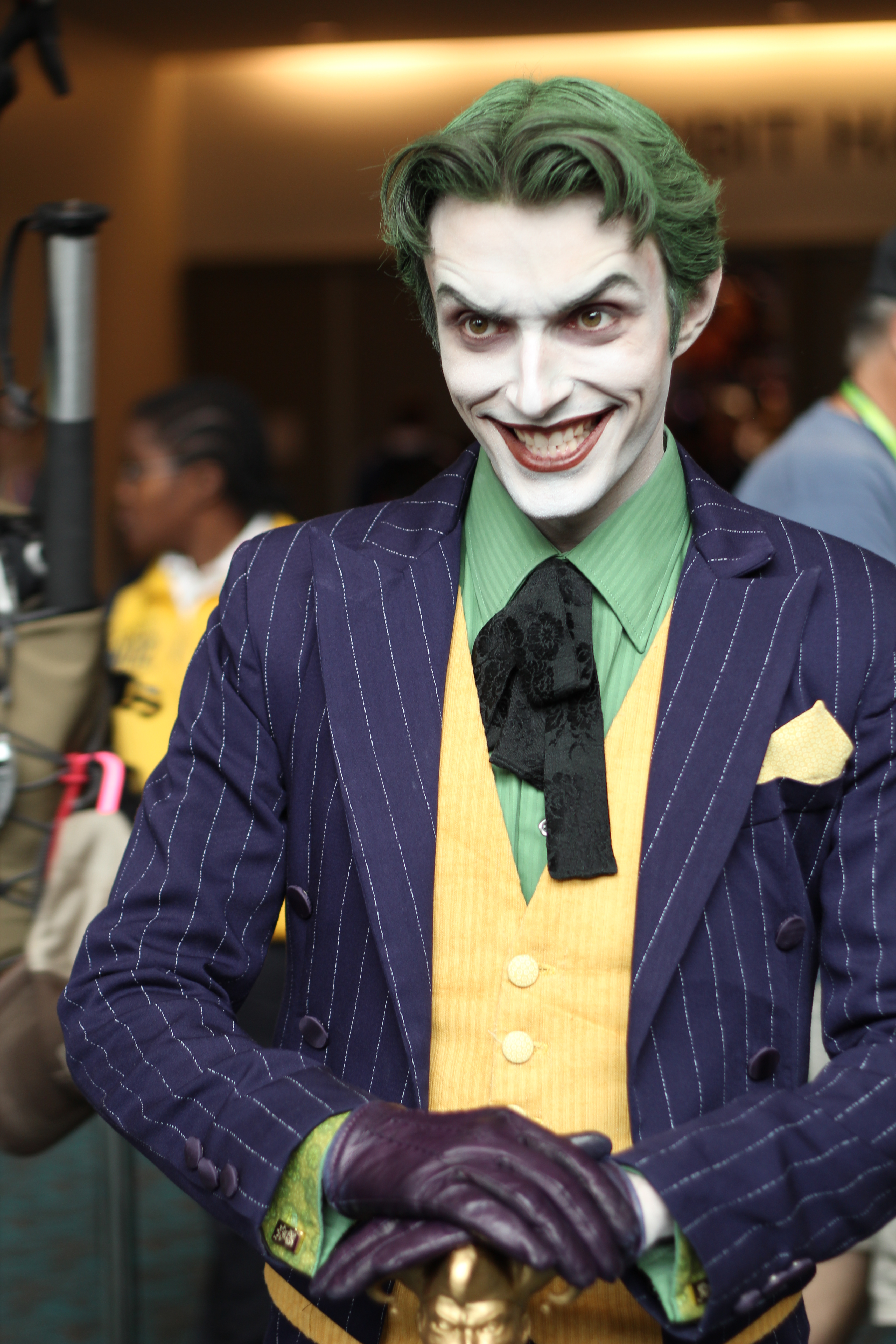
Cosplay du Joker.

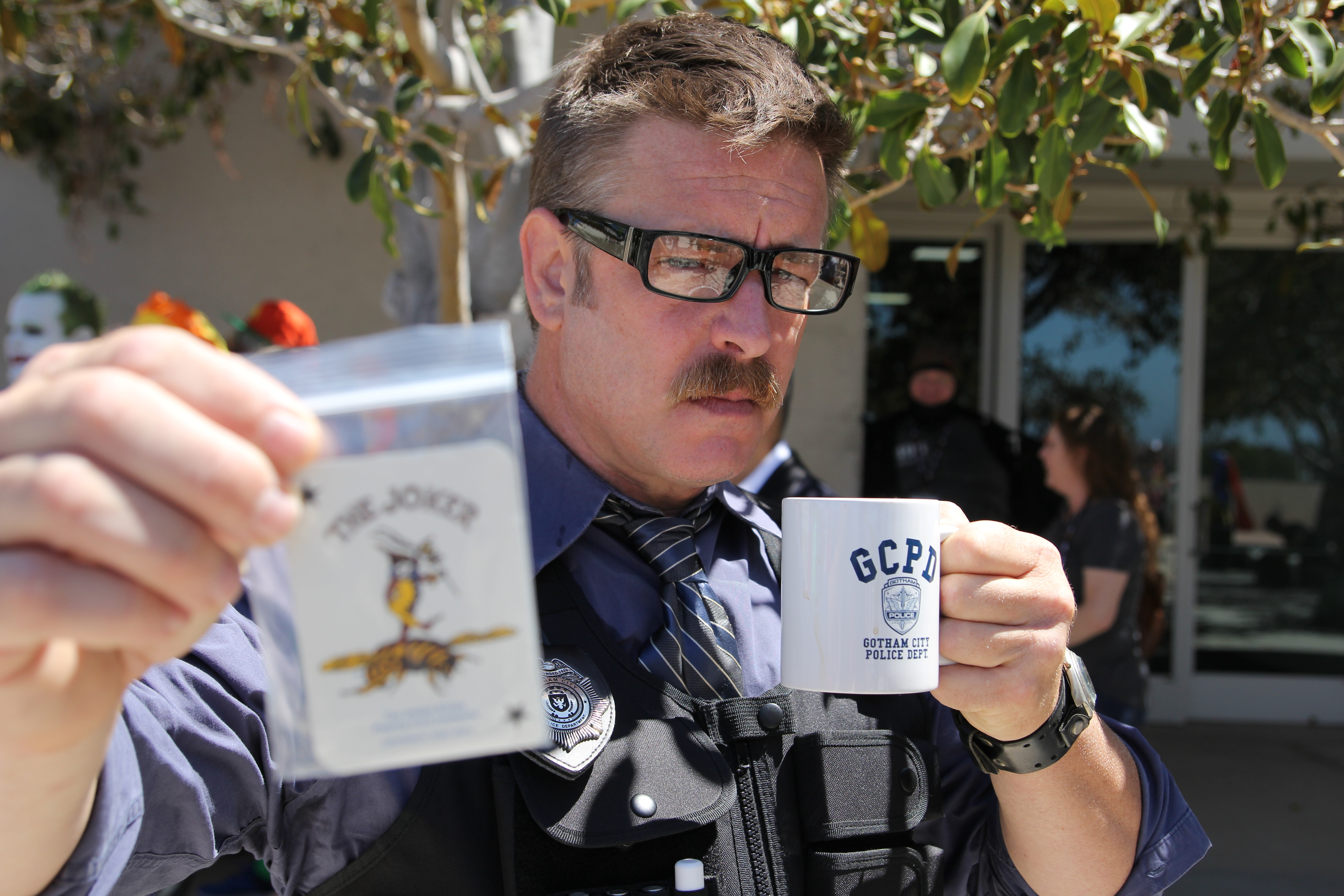
Cosplay de James Gordon.

Un combat psychologique s'engage entre Batman et son ennemi juré, le Joker. Celui-ci s'est échappé de l'Asile d'Arkham et planifie de rendre le commissaire Gordon fou. Tout cela pour prouver que le citoyen parfait peut devenir fou après avoir eu une très mauvaise journée.
Pour prouver sa théorie, le Joker tire sur Barbara Gordon, la paralysant. Par la suite il la déshabille, prend des photos d'elle et enlève le commissaire Gordon pour l'amener dans un parc d'attractions abandonné. Avec l'aide de ses complices, le Joker déshabille Gordon, l'amène dans un manège et le force à regarder des photos de sa fille blessée. Par la suite, Gordon est mis dans une cage d'animaux où il est humilié par le Joker et ses complices que l'on retrouve dans des « Freak shows ».
Batman arrive à ce moment, et après un court duel contre le Joker, celui-ci se sauve à l'intérieur d'un autre manège. James Gordon est libéré et malgré la dure épreuve qu'il a vécue, il n'est pas devenu fou. Après s'être assuré que Gordon allait bien, Batman pourchasse le Joker dans la maison du clown. Après un combat, Batman capture le Joker et lui propose de l'aider afin de guérir sa folie. Le Joker refuse, car selon lui, il est trop tard pour une rémission. Par la suite, le Joker raconte une blague à Batman : « c'est l'histoire de deux fous à l'asile… » et, à la fin de l'histoire, le Joker et Batman rient ensemble au moment où la police arrive pour arrêter le dangereux criminel.
Parallèlement à l'histoire principale, il nous est raconté une des origines possibles du Joker (celui-ci prétendant avoir en fait plusieurs versions, ce qui met le doute sur celle présentée dans cette histoire). C'est au départ un ingénieur qui a quitté son emploi dans une usine chimique pour devenir humoriste. Mais il échoue totalement dans ce nouvel emploi. Découragé, car il doit soutenir financièrement sa femme enceinte, il se fait engager par des criminels professionnels qui veulent voler de l'argent dans une fabrique de cartes à jouer, accessible uniquement en passant par l'usine chimique. Ces criminels engagent des personnes naïves qui disposent d'informations précieuses pour leurs coups et leur font mettre le casque du Red Hood, un grand casque rouge, ainsi qu'un costume violet, afin de les faire passer pour le chef de leur bande.
Le jour du vol, le comédien raté apprend la mort de sa femme enceinte. Bien qu'il ne veuille plus faire le travail, il y est forcé par les criminels. Une fois à l'intérieur de l'usine chimique, le trio est rapidement repéré par la sécurité de l'usine et les deux criminels sont tués par balle. Par la suite, Batman apparaît pour tenter de capturer le Red Hood, mais celui-ci tombe dans le fleuve où se déverse les rejets de l'usine ; il réussit quand même à s'en sortir vivant. Lorsqu'il voit son visage coloré et déformé par l'acide, il se met à rire… le Joker est né.

## Analyse
The Killing Joke est à l'origine un projet du dessinateur Brian Bolland. Après avoir réalisé la mini-série à succès Camelot 3000 avec Mike W. Barr, il propose aux éditeurs de DC Comics de dessiner une histoire du Joker qui serait écrite par Alan Moore. Ce dernier travaille déjà pour DC et a scénarisé plusieurs histoires de Superman, Green Lantern, etc. En 1988, il a achevé Swamp Thing et Watchmen qui l'ont placé comme l'un des grands auteurs de comics. DC Comics accepte le projet et Moore et Bolland écrivent et dessinent The Killing Joke en s'inspirant de l'histoire intitulée The man behind the red hood publiée dans Detective Comics 168 en 1951.

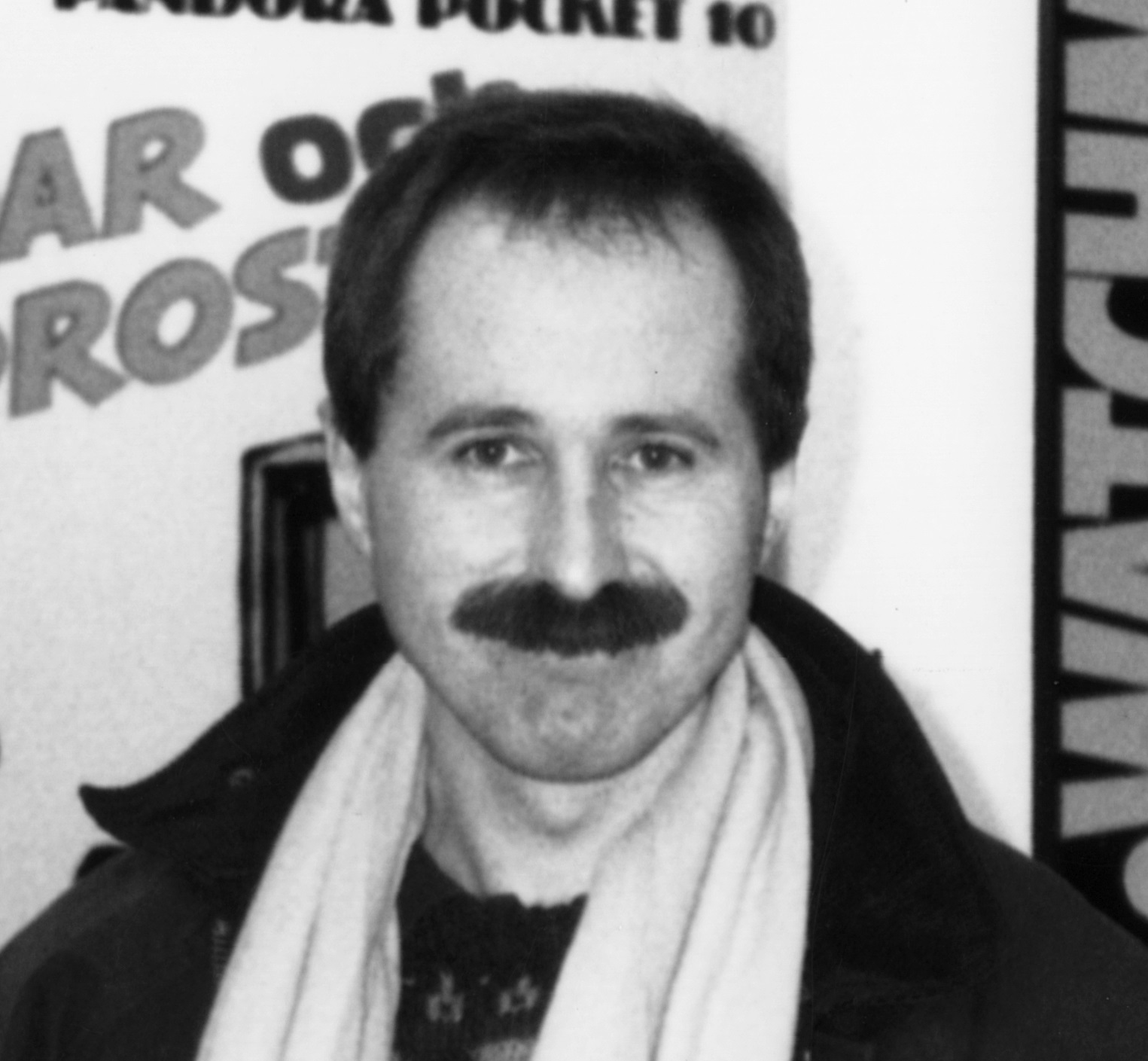
Le dessinateur de comics Brian Bolland en 1991.

En 2013, Grant Morrison explique lors d'un podcast que selon lui, la véritable « blague qui tue » qui donne le titre au roman graphique est le fait qu'Alan Moore soit parvenu à cacher aux yeux des lecteurs l'assassinat du Joker par Batman à la fin du roman. En effet, il souligne que le rire du Joker s'arrête brutalement alors que celui de Batman continue, et affirme que Batman lui aurait en réalité brisé la nuque hors cadre.

## Influence
Bien qu'étant un one-shot, The Killing Joke a eu un impact extraordinaire sur l'univers DC, introduisant notamment la paralysie de Barbara Gordon. DC enlève officiellement l'héroïne Batgirl dans le one-shot Batgirl Special #1 (juillet 1988), menant ainsi à l'apparition de sa nouvelle identité, Oracle, dans la série Birds of Prey. Cette histoire, ainsi que la storyline Batman: A Death in the Family, se déroulant peu après The Killing Joke et au cours de laquelle le Joker tue le deuxième Robin (Jason Todd), mène à l'obsession de Batman pour le clown, à un niveau personnel.
Hilary Goldstein de IGN Comics a adoré The Killing Joke, la définissant comme « facilement la meilleure histoire du Joker jamais racontée » et ajoutant que « le rythme des dialogues de Moore et le dessin organique de Bolland ont créé une histoire unique souvent imitée mais jamais égalée. » IGN a désigné The Killing Joke comme le 3e meilleur roman graphique de Batman, derrière Batman: Dark Knight (The Dark Knight Returns) et Batman: Year One. James Donnelly de Pop Syndicate qualifie The Killing Joke comme tant « l'un des meilleurs comics du 20e siècle, point. » Van Jensen de ComicMix déclare : « chaque fois [que je lis The Killing Joke] je suis stupéfaite de voir à quel point Alan Moore et Brian Bolland ont collaboré pour produire une telle intensité, une férocité et une humanité dans ces pages. »
Andy Shaw de Grovel a eu une réaction plus mesurée sur The Killing Joke, disant que bien qu'étant « merveilleusement exécuté », le roman « souffre de sa dépendance à l'histoire du super-héros. » Seb Patrick de Den of Geek a également eu une réaction mitigée, considérant l'œuvre comme « une des histoires de Batman les plus respectées et influentes jamais écrites et certainement la version définitive de l'histoire du Joker » mais n'étant « pas au niveau des vrais chefs-d’œuvre [d'Alan Moore's tels que] Watchmen, V pour Vendetta et La Ligue des gentlemen extraordinaires. »

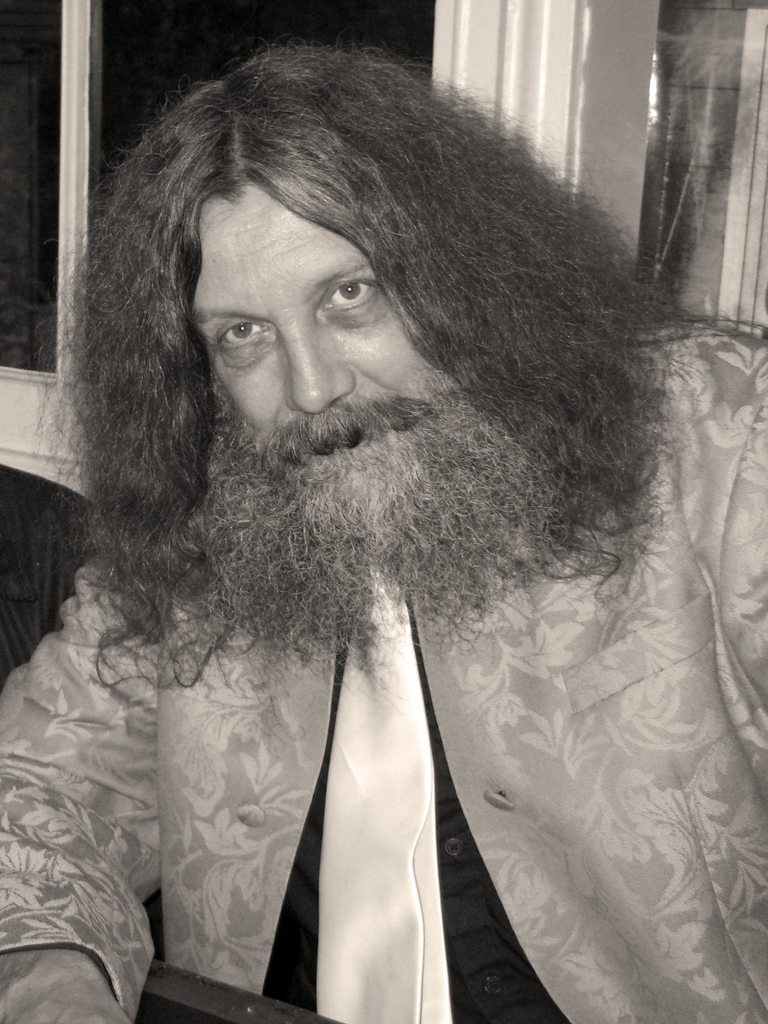
Alan Moore en 2008.

Malgré la popularité de l'histoire, Moore lui-même a avoué plus tard qu'il ne la trouve pas sans défaut ; en 2000, il déclare dans une interview : « Je ne pense pas que ce soit un bon livre. Il ne dit rien de très intéressant. » Revenant sur ses changements d'opinion en 2003, il dit :

« Finalement, en fin de compte, The Killing Joke est une histoire sur Batman et le Joker ; ça n'a rien à voir avec tout ce que vous pourrez voir dans la réalité, parce que Batman et le Joker ne sont comme aucun être humain ayant jamais vécu. Donc il n'y a pas de grande révélation sur l'humanité derrière. Maintenant, cela dit, je sais que j'ai craché sur The Killing Joke assez durement depuis sa première sortie. Je veux dire, quand je commence à renier quelque chose, vous savez, ça dure des lustres. D'un autre côté, j'ai vu quelques autres - il y a eu des histoires de Batman bien pires que The Killing Joke. The Killing Joke n'est certainement pas aussi mauvaise que j'ai pu le dire. Il y a certainement des choses bien pires faites avec Batman ou avec plein d'autres super-héros. Donc, dans le contexte, The Killing Joke n'était pas un livre aussi mauvais que j'ai dit qu'il était, probablement. Ceci dans le sens de ce que j'attends d'un livre écrit de ma main. Oui, c'était quelque chose que je pensais être maladroit, mal jugé et sans importance pour l'humain. C'était juste deux personnages DC qui n'ont aucun vrai lien avec le monde réel en aucune façon. »

Dans une interview de 2006 pour le magazine Wizard, Moore a été très critique sur sa décision de rendre Barbara Gordon handicapée : « J'ai demandé à DC s'il y avait un problème à estropier Barbara Gordon - qui était Batgirl à cette époque - et si je me souviens, j'ai parlé à Len Wein, qui était notre éditeur à l'époque sur le projet... [Il] a dit, "Ouais, d'accord, mets cette conne dans un fauteuil". C'était probablement un des points sur lesquels ils auraient dû me retenir, mais ils ne l'ont pas fait. »
Dans l'introduction de the DC Universe: The Stories of Alan Moore, Brian Bolland revient sur la croyance selon laquelle l'histoire a d'abord été pensée comme une histoire annuelle de Batman avant de devenir un livre au format exceptionnel. Bolland précise que l'idée d'une histoire indépendante de Batman se concentrant sur le Joker — et où Batman fait plus office de personnage secondaire — était la sienne. Bolland déclare qu'en 1984, l'éditeur de DC Dick Giordano lui a dit qu'il pouvait faire n'importe quel projet DC, et que Bolland a demandé à faire une histoire Batman/Joker écrite par Moore. Bolland a également exprimé quelques déceptions avec le rendu final, regrettant que son emploi du temps l'ait empêché de faire la couleur du livre qui fut confiée à John Higgins. Bolland a dit que « le résultat final n'est pas vraiment ce que j'espérais. Je ne pense pas qu'il soit à la hauteur avec le meilleur du travail d'Alan. » Mars 2008 fut l'occasion d'une ressortie des dessins tels que Bolland les pensait : l'édition du vingtième anniversaire de The Killing Joke est ainsi complètement colorisée par Bolland lui-même. Le livre fut dans la « The New York Times Best Seller list » de mai 2009.

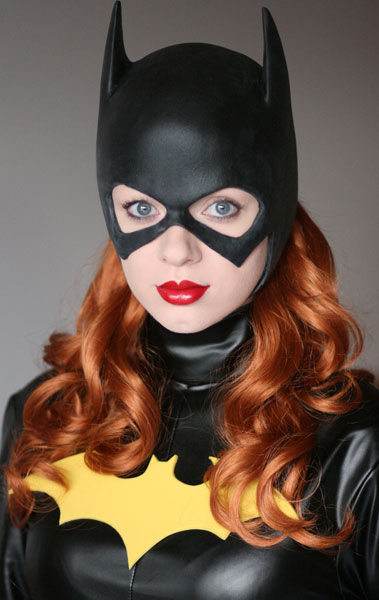
Cosplay de Barbara Gordon en Batgirl.

Le livre a fait l'objet de critiques féministes, dénonçant le traitement de Barbara Gordon. L'auteur Brian Cronin, dans Was Superman A Spy?: And Other Comic Book Legends Revealed (2009), note que « [beaucoup de] lecteurs ont considéré la violence envers Barbara Gordon comme trop forte, et même Moore, rétrospectivement, a exprimé ses regrets sur la façon dont l'histoire a tourné » Dans Superheroes and Superegos: Analyzing the Minds Behind the Masks (2010), l'auteur Sharon Packer écrit : « Quiconque pensant que les critiques féministes exagèrent quant à l'accident [de Gordon] devrait consulter le matériau de base ... The Killing Joke de Moore est sadique jusqu'à la moelle. Il montre Barbara Gordon déshabillée et mutilée, avec des photos d'avant, pendant et après l'attaque montrées à son père, le commissaire de police, attaché et bâillonné. Elle est plus que simplement handicapée. » Gail Simone inclut la paralysie du personnage dans une « liste de personnages féminins majeurs qui ont été tués, mutilés ou dépossédés de leurs pouvoirs », soulignant le phénomène "Women in Refrigerators" en référence à une histoire de Green Lantern de 1994 où le héros-titre retrouve le corps mutilé de sa petite-amie dans son réfrigérateur. Jeffrey A. Brown, auteur de Dangerous Curves: Action Heroines, Gender, Fetishism, and Popular Culture (2011), a cité The Killing Joke comme exemple de la « misogynie inhérente à la domination masculine de l'industrie du comic book » mettant en lumière « la relative inégalité de la violence dont [les personnages féminins] font l'objet. » Alors que les personnages masculins peuvent être tués ou grièvement blessés, ils ont plus de chances de revenir à leur état initial, « les femmes seront plus souvent blessées moins gravement, mais irrémédiablement, comme la colonne vertébrale de Barbara Gordon (la Batgirl originale) qui fut brisée par le Joker juste pour le plaisir et a été mise en fauteuil roulant pendant plus d'une décennie. »

### Influence dans les adaptations
Tim Burton a cité The Killing Joke parmi les influences de son adaptation filmographique de Batman : « Je n'ai jamais été un très grand fan de comics, mais j'ai toujours aimé l'image de Batman et du Joker. La raison pour laquelle je n'ai jamais été un fan de comics — et je crois que ça date de mon enfance — est parce que je n'ai jamais su quelle case lire. J'ignore si c'est de la dyslexie ou quoi, mais c'est pour ça que j'ai aimé The Killing Joke, parce que pour la première fois je savais quelle case lire. C'est ma préférée. C'est le premier comics que j'ai aimé. Et le succès de ces romans graphiques ont rendu nos idées plus acceptables. »
Le réalisateur Christopher Nolan a utilisé The Killing Joke comme influence pour construire la version du Joker apparaissant dans le film The Dark Knight de 2008. Heath Ledger, son interprète, a déclaré avoir reçu un exemplaire de The Killing Joke pour préparer le rôle.
L'histoire est évoquée dans La Journée d'Harley, un épisode de la série d'animation Batman de 1991, quand Harley demande au héros pourquoi il essaie de la sauver alors qu'elle n'a fait que le tourmenter. Batman répond « J'ai eu un mauvais jour, moi aussi », faisant ainsi directement référence à son dialogue avec le Joker dans The Killing Joke. La série animée Batman de 2004 rend plusieurs fois hommages à la nouvelle : dans le double épisode de fin de la saison 1 La Face caoutchouteuse de la comédie/La Face d'argile de la tragédie, Joker torture le détective Ethan Bennett de façon similaire à celle qu'il utilise pour torturer Gordon dans le livre, et la « mauvaise journée » est citée par Bennett devenu Gueule d'argile dans la deuxième partie. Dans Le Joker à l'opéra, Batman entre dans l'esprit du Joker pour sauver Ellen Yin, et croise une version du Joker avant sa transformation, rêvant d'un comédien dans une usine chimique.
Le jeu vidéo Batman: Arkham Asylum reprend des éléments de The Killing Joke, comme Barbara Gordon devenu Oracle après avoir été attaquée par le Joker. D'autres références sont faites, comme le trône de mannequins identiques à celui du roman graphique. Le Joker fait également une référence à l'histoire : « C'est deux malades dans un asile de fous... Oh bon sang, tu l'as déjà entendu, celle-là, non ? »
Dans la suite Batman: Arkham City, le Joker raconte l'histoire de ses origines dépeinte dans The Killing Joke au cours d'entretiens avec le Dr Hugo Strange. Dans cette version, il dit que les deux bandits travaillaient pour Carmine Falcone. Il rend Batman seul responsable de son état. Hugo Strange l'accuse par la suite d'avoir fabriqué cette série d'événements afin de cacher la vérité, créant ainsi une douzaine de versions de son passé ayant pour seul point commun Batman. Il paraphrase ensuite une phrase du livre : « J'aime garder les choses intéressantes. Un sage m'a dit un jour que si vous devez avoir une histoire sur vos origines, autant la faire à choix multiples. »
Dans Batman: Arkham Origins, le Joker devient contrôlable pendant une petite partie du jeu alors qu'il répond à Harleen Quinzel quant à ce qui a fait de lui ce qu'il est. La séquence le montre sous le costume du Red Hood tel que décrit dans The Killing Joke.
De plus, lorsque le Joker prend possession du grand hôtel de Gotham, il raconte sa rencontre avec un forain qui lui céda son parc d'attraction, son histoire fait directement référence à ce moment dans le livre.
Dans Batman: Arkham Knight, Batman hallucine la fameuse scène où le Joker rend une visite surprise à Barbara et la paralyse d'une balle dans le dos. La scène est pratiquement identique à celle du roman graphique, à cela près que le Joker est seul et qu'il ne fait que se moquer d'elle avant de partir. Plus tard, lors d'une dernière hallucination où le Joker est contrôlable avec une version "jokerisée" de la Batmobile, le joueur tue des sbires à la pelle jusqu'à ce que le barrage de missile soit disponible ; la fonction apparait alors en tant que Rire et Mourir (The Killing Joke en VO).
Dans Injustice : Les Dieux sont parmi nous, un contenu téléchargeable nommé Killing Joke inclut trois costumes pour le personnage issu de cette histoire, incluant sa tenue hawaïenne, le Red Hood, et le chapeau et long manteau.

### Influence sur les origines du Joker
L'interprétation de Moore des origines du Joker utilise des éléments de l'histoire "The Man Behind the Red Hood" (Detective Comics #168) de 1951, dans lequel le Joker était à l'origine un voleur connu sous le nom du Red Hood. Les éléments humains et tragiques de l'histoire du personnage, associés aux crimes atroces commis en tant que Joker, font du personnage un humain à trois dimensions. Le critique Mark Vogler a écrit que The Killing Joke « a donné au Joker une histoire personnelle permettant la sympathie en montrant quelques-unes des offenses les plus horribles du méchant. »
Une grande partie de l'histoire du Joker tirée de The Killing Joke est également évoquée dans "Pushback" (Batman: Gotham Knights #50-55; réédité #66 sous Batman: Hush Returns) en 2004, où les événements sont vus et notés par l'Homme-mystère, qui précise que la femme enceinte du Joker avant l'accident, nommé alors Jack, a été enlevée et tuée par les criminels afin de s'assurer de l'obéissance de Jack,.
Cette origine est citée dans l'histoire alternative Batman: In Darkest Knight, qui montre un monde dans lequel Bruce Wayne reçoit l'anneau du Green Lantern et sauve de Red Hood dans sa chute dans le produit toxique. Cependant, un avatar du Joker est créé quand Sinestro devient fou après avoir voulu étudier l'esprit de Joe Chill pour en apprendre plus sur son ennemi.

## Publication

### Périodiques
- USA Magazine

### Éditeurs
- 1988: The Killing Joke (DC Comics) : Édition originale
- 1989 : Souriez ! (Comics USA, collection Spécial USA) : Première édition française
- 1989 : Souriez ! (J’ai Lu) : Réédition au format poche
- 2000 : Rire et mourir (Delcourt, collection Contrebande)
- 2009 : The Killing Joke (Panini Comics, collection DC Icons) : Réédition avec nouvelle mise en couleur.
- 2014 : Killing Joke (Urban Comics) : Édition deluxe de The Killing Joke[25] (sortie le 7 mars 2014)
- 2015 : Killing Joke (Urban Comics) : Édition deluxe en noir et blanc (sortie le 14 avril 2015)
- 2016 : Killing joke (Eaglemoss édition) : édition contenant Joker

## Adaptation
Le roman graphique est adapté dans le film d'animation Batman: The Killing Joke de Sam Liu sorti en 2016.